# Chamoli Gopeshwar
Chamoli Gopeshwar é uma cidade no distrito de Chamoli, no estado indiano de Uttaranchal.

## Demografia
Segundo o censo de 2001, Chamoli Gopeshwar tinha uma população de 19,855 habitantes. Os indivíduos do sexo masculino constituem 56% da população e os do sexo feminino 44%. Chamoli Gopeshwar tem uma taxa de literacia de 81%, superior à média nacional de 59.5%; a literacia no sexo masculino é de 85% e no sexo feminino é de 75%. 10% da população está abaixo dos 6 anos de idade.